# Schulek család (felvidéki)
A feltételezések szerint a Schulek-család eredeti neve Sulyok lett volna és a család a XVI. században a török elől húzódott volna fel Árva megyébe, Árvanagyfaluba, Velicsnaba. Neve itt alakult volna át először Sulyekké, majd ebből lett a Schulek név. A család nem élt nemesi jogaival, mert iratai 1683-ban tűzvész alkalmával elhamvadtak, amikor III. János lengyel király csapatai a török által megtámadott Bécs felmentésére Árvanagyfalun átvonultak, a lakossággal támadt nézeteltérés miatt a községet felgyújtották és a templom is leégett, amelynek oltárában a nemes családok fontos iratait őrizték; a Schulek család 1683 előtti iratai is elégtek a tűzvészben. A katolikus anyakönyvek is elégtek, csak 1689-től vannak meg.
1771 előtt a Schulek, Sulek, Sülek és Szulek, 1771 után már csak a Schulek nevet írták be az árvanagyfalui anyakönyvekben a katolikus papok. 1689-ben az első megmaradt keresztelési és a halotti anyakönyvekben is a Schulek név található meg. A Schulekek az 1600-as évek elejétől az iparos, kézműves szakmát űzték, de közéleti feladatokat (bíró, ügyész, esküdt stb.) is vállaltak. Az 1700-as évek második felétől a Schulek család tagjai közül sokan, főleg, akik lelkészek és tanítók voltak, Árvanagyfalut elhagyták és szétszóródtak az egész Felvidéken, majd később a jelenlegi Magyarország északi részén települtek le. A nyolcadik generációtól kezdve a Schulek család értelmiségi foglalkozásúnak tekinthető, földbirtokkal nem rendelkeztek, állami hivatalokat nem vállaltak, független értelmiségiek voltak. A Schulek család tagjai közül többen nemzetközi hírnévre tettek szert kutatásaik, elsősorban az építészet, a természet-, a sport- és orvostudományok terén elért sikereik révén.

## A Schulek családfa
- A1. Schulek István I. (*Árvanagyfalu, 1565. k.)
  - B1. Schulek István II. (*Árvanagyfalu, 1590. k.) Nagyfalui bíró, 1622.
    - C1. Schulek Márton. (*Árvanagyfalu, 1620. k.-†Árvanagyfalu,, 1667.) Varga, Árvanagyfalui prokurátor (jogi képviselő, ügyész) 1656.
      - D1. Schulek Mátyás. (*Árvanagyfalu, 1649.-†Árvanagyfalu, 1732 április 1.) neje Chluda Zsófia. 1676. k. Cipész, sóhivatalnok (quaestor salis Poloniae) a Lengyelországból importált só államkincstári felügyelője. Árvanagyfalui esküdt, 1705.
        - E1. Schulek György I. (*Árvanagyfalu, 1678.-†Árvanagyfalu, 1753. január 25.) neje Szoyka Dorottya. (*1676.-†Árvanagyfalu, 1747. október 19.) 1702. k. Csizmadia. [Szoyka Dorottya apja Szoyka János, testvére Zsuzsanna]
          - F1. Schulek György II. (*Árvanagyfalu, 1714. január 10.-†Árvanagyfalu, 1784. január 8.) neje Csernota Zsuzsanna. (*Nemesdedina, 1723. november 30.-†Isztebne, 1793. április 14.) Lestin, 1740. október 30. Mészáros, 1754-ben esküdt, 1766-1769 között bíró, jegyző Árvanagyfalun. [Csernota Zsuzsanna szülei Csernota György és Dedinszky Zsuzsanna dedinai nemesek]
            - G1. Schulek Mihály. (*Árvanagyfalu, 1745. április 4 .-†Isztebne, 1809. január 25.) és neje Kavecz Anna. (*Rajec, 1748. augusztus 20.-†Deánfalva, 1812. szeptember 14.) Rajec, 1771. október 20.
              - H1. Schulek János (*Rajec, 1774. június 29.-†Szobotist, 1837. december 6.) evangélikus lelkész, rektor. 1. neje Weber Rozina Margaréta. (*Késmárk, 1782. február 24.-†Szobotist, 1815. január 22.) Késmárk, 1797. október 27. 2. neje Neumann Mária. (*Vágújhely, 1786. augusztus 15.-†Szobotist, 1837. szeptember 17.) Vágújhely, 1815. június 28.
                - I1. Schulek Károly Bogusláv (*1816. április 20.-†Zágráb, 1895. november 30.) evangélikus lelkész, szakfordító.
                - I2. Schulek Lajos (Szobotist, 1822. szeptember 12.[2]- Komárom, 1849, június 16. evangélikus lelkész. Aktív szlovák nacionalistaként az 1848/49-es magyar szabadságharc ellenzője, részt vett a szlovák felkelésben, ezért 1848-ban a magyarok bebörtönözték, majd Komáromban 1849 június 16-án felakasztották.
                - I3. Schulek Frigyes Vilmos. (*Szobotist, 1825. március 29.-†Galgóc, 1848. október 20.) Pozsonyban nevelkedett, aranyműves. Aktív szlovák nacionalistaként az 1848/49-es magyar szabadságharc ellenzője, ezért 1848-ban a magyarok Galgócon felakasztották.

            - G2. Schulek Mátyás. (*Árvanagyfalu, 1748. július 28.-†Tiszolc, 1815. június 27.) neje Zmeskall Júlianna, deményfalvi, domanoveczi és lestinei nemes. (*Szrnyace, 1758. május 22.-†Tiszolc, 1813. november 24.) Lestin, 1776. február 29. 
              - H1. Schulek M. Gáspár. (*Nagypalugya, 1788. január 6.-†Pozsony, 1827. június 20.) neje Klauser Karolina. (*Eperjes, 1794. március 2.-†Nyíregyháza, 1849. január 19.) Eperjes, 1813. december 14. 
                - I1. Schulek Ágoston. (*Tiszolc, 1814. október 8.-†Pest, 1869. április 20.) 1. neje Zsigmondy Auguszta. (*Pozsony, 1819. július 25.-†Pozsony, 1844. március 19.) Pozsony, 1840. július 25. 2. neje Schindler Mária. (*Prága, 1829. augusztus 2.-†Budapest, 1915. december 23.) Baktalórántháza, 1845. október 12.
                  - J1. Schulek Frigyes dr. (*Pest, 1841. november 19.-†Balatonlelle, Visegrád, Köztemető, 1919. szeptember 5.) neje Riecke Johanna. (*Stuttgart, 1850. február 8.-†Budapest, 1944. március 25.) Stuttgart, 1872. április 2.A Riecke családfa Victor Heinrich Riecketől (1697–1755) Riecke Johannáig.
                    - K1. Schulek János. (*Pest, 1872. december 26.-†Budapest, Visegrád Köztemető, I/B-1-31, 1948. június 7.) 1. neje Gerok Lujza. (*Göppingen, 1877. december 22.-†Budapest, 1908. július 25.) Stuttgart, 1902. április 1. 2. neje özvegy Salacz Oszkárné, született Székács Melinda. (*Orosháza, 1869. január 23.-Budapest, 1933. február 9.) Budapest, 1909. április 3. 
                      - L1. Schulek Tibor. (*Budapest, 1904. február 3.-†Budapest, 1989. május 14. Feleségével Visegrádon van eltemetve.) neje Majoross Edit. (*Budapest, 1908. október 9.-†Budapest, 1993. március 25.) Budapest, Kelenföldi Evangélikus templom, 1932. május 26.
                        - M1. Schulek Vilma. (*Budapest, 1933. szeptember 4.-) férje Thurnay Béla (*Budapest, 1932. január 15.-) Kelenföld, 1956. május 6.
                        - M2. Schulek Mátyás. (*Budapest, 1935. március 5.-†Budapest, 2018. október 5.) 1. neje Bede Erzsébet (Pöszi). (*Eszlár, 1935. június 5.-) Dunapataj, 1959. április 27. Elváltak 1980. 2. neje Harka Sarolta. (*Dunaszerdahely, 1944. január 9.-†Budapest, 1993. július 21.)
                        - M3. Schulek Gáspár. (*Budapest, 1937. október 1.-) 1. neje Dumont Danielle. (*Páris, 1943. február 23.-) Montreal, 1965. december 11. Elváltak 1987. 2. neje Veleglavac Maya. (*1943. május 30.-) Vancouver, 1994. március 30.
                        - M4. Schulek Sarolt. (*Budapest, 1939. július 28.-) férje Lányi György dr. (*Budapest, 1936. július 8.-) Budapest, 1967. július 8. Mindketten mérnökök.
                        - M5. Schulek Kata. (*Kassa, 1941. június 5.-) férje Csorba István. (*Budapest, 1935. június 1.-) Budapest, 1967. június 17.
                        - M6. Schulek Ágoston. (*Kassa, 1943. augusztus 6.-†Budapest, 2011. október 2.) neje Szkalla Edit. (*Budapest, 1947. március 2.-) Budapest, 1969. augusztus 11. Szkalla Edit üzemmérnök.
                          - N1. Schulek Csaba (*1971-) magyar műsorvezető, tanár.

                        - M7. Schulek János. (*Pécs, 1947. december 17.-) neje Reischl Andrea. (*Budapest, 1949. október 8.-) Budapest, 1971. Építőmérnök.
                        - M8. Schulek Edit. (*Szőny, 1950. június 17.-) férje Fleisz István. (*Lónya, 1952. június 8.) Budapest, 1976. december 29. Elváltak 1997.

                    - K2. Schulek Margit (Daisy). (Pest, 1874. március 31.-Budapest, 1945. augusztus 29.) férje Posewitz Tivadar dr.  (*Szepesigló, 1851. december 2.-†Budapest, 1917. június 12.) Budapest, 1904. szeptember 20. Posewitz Tivadar magyar geológus, orvos. 165 éve született Posewitz Tivadar Magas Tátra Info. 2016. december 2.[3]
                    - K3. Schulek Márta. (Budapest, 1876. november 25.-†Nagykanizsa, 1964. február 16.) férje Reuss Jenő. (Nagyrőce, 1867. január 14.-Budapest, 1941. december 14.) Budapest, 1898. Reuss Jenő gépészmérnök.
                    - K4. Schulek Erika Klára Paula. (Visegrád, 1882. augusztus 30.-Budapest, 1975. január 13.) férje Krompecher Ödön dr. (Poprád, 1870. február 15.-Budapest, 1926. augusztus 26.) Budapest, 1904. március 15. Krompecher Ödön magyar orvos, patológus, egyetemi tanár, a Magyar Tudományos Akadémia levelező tagja.
                      - L1. Korompay György. (Budapest, 1905. január 3.-Galyatető) Neje Várallyai (Weiszer) Edit Irén Gabriella dr. (Nyíregyháza, 1924. augusztus 23.-1985. után) Budapest, 1947. (1941-ig: Krompecher György)

                    - K5. Schulek Irén. (Budapest, 1888. március 20.-Budapest, 1968. május 9.) férje Kováts J. István dr. (Kistelek, 1880. november 20.-Budapest, 1965. október 4.) Budapest, 1915. június 29. Kováts J. István teológus, országgyűlési képviselő, a Független Kisgazdapárt alelnöke.

                - J2. Schulek Vilmos. (*Pest, 1843. április 21.-†Budapest, 1905. március 13. ) neje Fuchs Melanie. (*Pest, 1857. április 23.-†Budapest, 1913. május 13.) Budapest, 1877. május 19. Fuchs Melanie szülei Fuchs Rudolf.

  - B2. Schulek Mihály. Árvanagyfalui bíró. .
    - C2. Schulek István. Árvanagyfalui prokurátor. 1697.
      - D1. Schulek Mátyás I. Jegyző, kőműves. 1705.
        - E2. Schulek Mátyás II. neje Zasskaliczky Katalin. Kovács.
          - F1. Schulek János I. (-†1780. augusztus 19.) neje Schulek Zsuzsanna. Szabó. 
            - G1. Schulek János II. (*Árvanagyfalui, 1762. július 17.-†Abos, 1816. július 17.) neje Saltzer Zsuzsanna. 1811. szeptember 26. Eperjes. Abosi lelkész.
              - H1. Schulek Lajos I. (*Abos, 1805.-†Szepesolaszi, 1831.) neje Stavinczky Told Zsuzsanna. Jegyző, ügyvéd.
                - I1. Schulek Lajos II. Tivadar. (*Szepesolaszi, 1831. június 20.-†Szepesolaszi, 1908. november 13.) neje Posewitz Julianna. (*Szepesolaszi, 1838. június 15.-†Budapest, 1918. február 23.) Földbirtokos. [Posewitz Julianna apja Posewitz János. (*1795.-†1852.)]
                  - J1. Schulek Béla I. (*Szepesolaszi, 1863. május 2.-†Pozsony, 1932. április 16.) neje Schwarz Ilona. (*Késmárk, 1870. június 7.-†Budapest, 1942. december 16.) Schwarz Ilona szülei Schwarz János Dr. és Fűhrer Ilona (*1833.-†Késmárk, 1899. június 22.)].
                  - K1. Schulek Elemér (*Késmárk, 1893. szeptember 3.-†Budapest, 1964. október 14.) neje Bernáth Ilona. (*Budapest, 1900. február 22.-†Budapest, 1988. február 29.) Budapest, 1927. június 26. Magyar vegyész, gyógyszerész, egyetemi tanár, az MTA tagja, Kossuth-díjas (1949 és 1951).

## Jelentősebb Schulekek
- Schulek Mátyás (1748-1815) lelkész a Felvidéken
- Schulek János (lelkész) (1774-1837) lelkész a Felvidéken, rektor
- Schulek M. Gáspár (1788-1827) evangélikus lelkész, pozsonyi teológiai tanár
- Schulek Károly Bogusláv (1816-1895) evangélikus lelkész, szakfordító
- Schulek Ágoston (tanár) (1814-1869) kereskedő, akadémiai tanár
- Schulek Lajos (1822-1849) evangélikus lelkész, részt vett a szlovák felkelésben, ezért 1848-ban a magyarok bebörtönözték, majd Komáromban 1849 június 16-án felakasztották.
- Schulek Frigyes Vilmos (1825-1848) aranyműves, részt vett a szlovák felkelésben, ezért a magyarok Galgócon 1848 októberében kivégezték.
- Schulek Frigyes (1841-1919) építész, műegyetemi tanár, az MTA tagja
- Schulek Vilmos (1843-1905) orvos, szemész, a Magyar Tudományos Akadémia rendes tagja
- Schulek János (1872-1948) építészmérnök Schulek János fényképe és életrajza.[4][5]
- Schulek Elemér (1893-1964) magyar vegyész, gyógyszerész, egyetemi tanár, az MTA tagja, Kossuth-díjas (1949 és 1951)
- Schulek Tibor (1904-1989) magyar evangélikus lelkész, esperes, irodalomtörténész
- Korompay György (1905-1991) Építészmérnök, városépítész, műegyetemi tanszékvezető egyetemi tanár
- Sulyok Imre (zeneszerző) (1912-2008) magyar orgonaművész, zeneszerző, zenetörténész, egyházzenész. Fényképe és életrajza:[6]
- Sulyok Tamás (karmester) (1930-2020) magyar karmester, tanár
- Schulek Mátyás (tanár) (1935-2018) evangélikus lelkész, tanár, a Deák Téri Evangélikus Gimnázium újraindító igazgatója.
- Schulek Ágoston (1943-2011) háromszoros magyar bajnok magyar rúdugró, edző
- Schulek Csaba (1971-) magyar műsorvezető, tanár

## Album

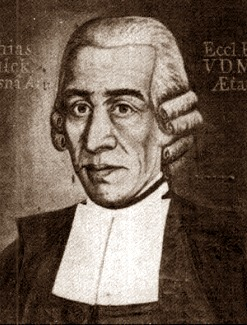
Schulek Mátyás (1748-1815), lelkész
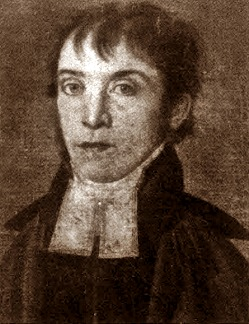
Schulek M. Gáspár (1788-1827), lelkész
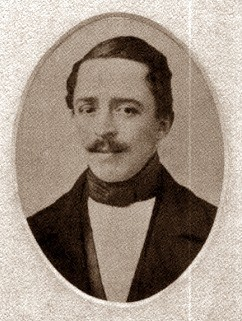
Schulek Ágoston (tanár) (1814-1869), kereskedő, akadémiai tanár, tíz nyelven beszélt
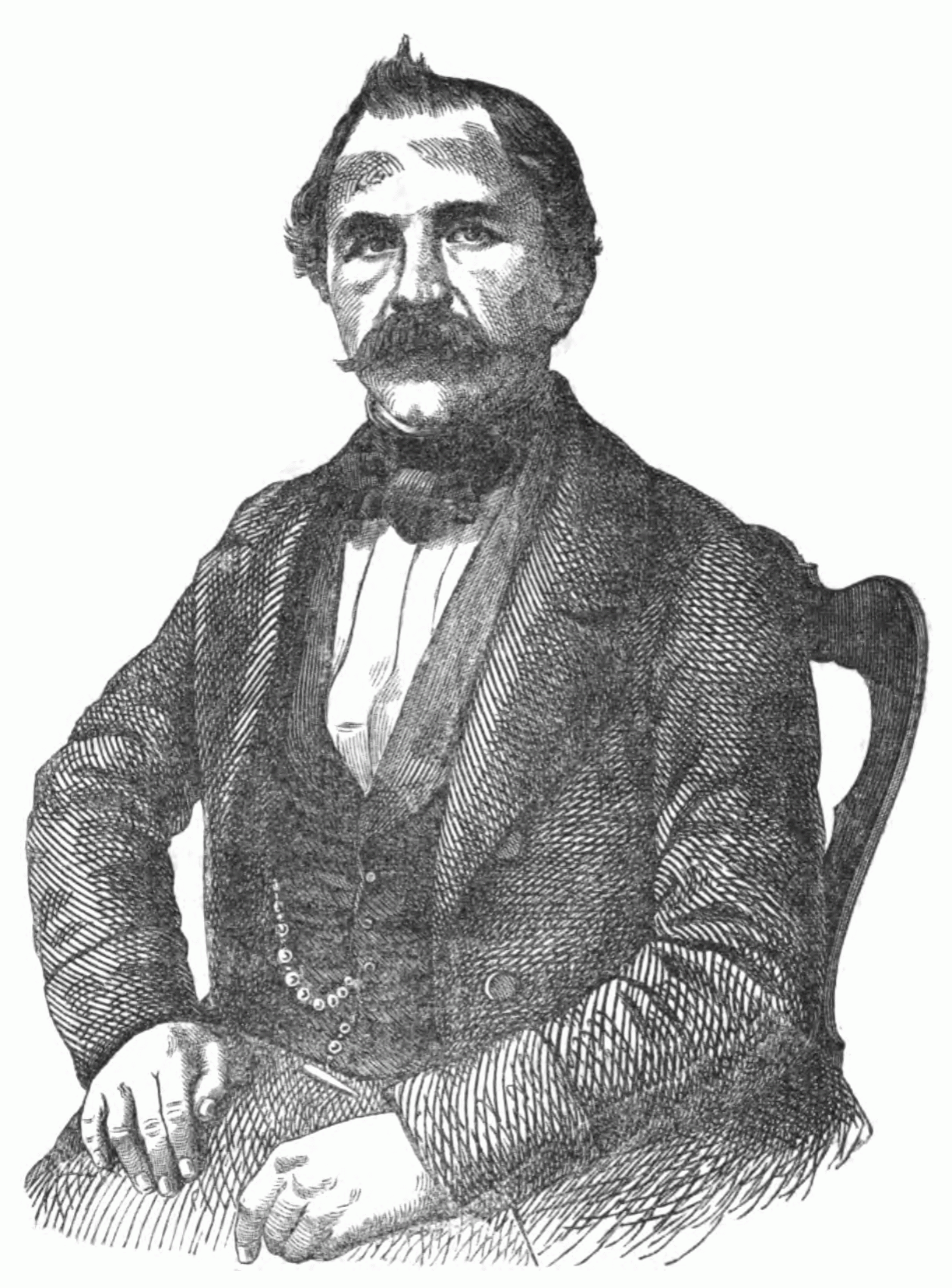
Schulek Károly Bogusláv (1816-1895), evangélikus lelkész, szakfordító
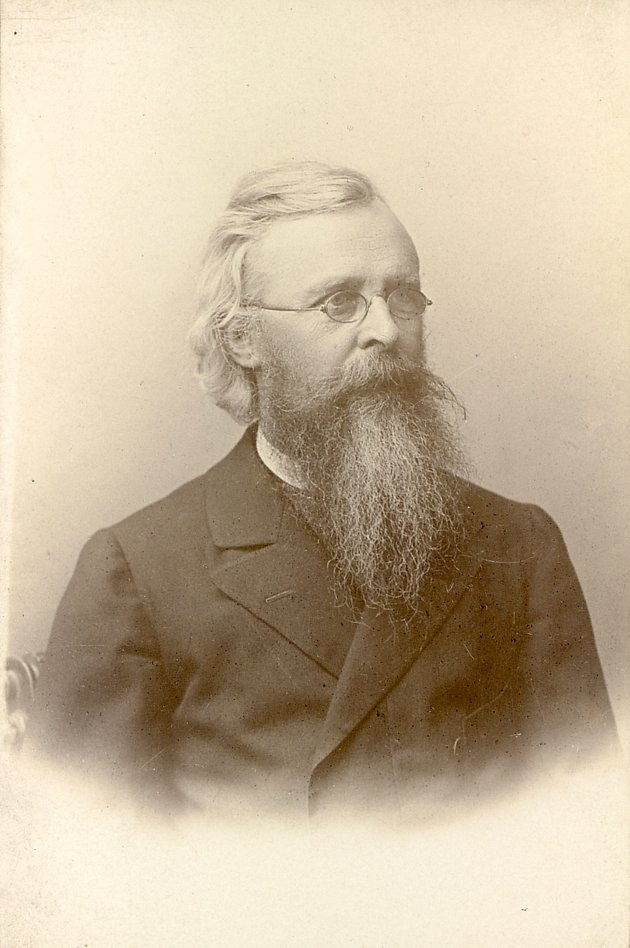
Schulek Frigyes (1841-1919), építész, az MTA tagja
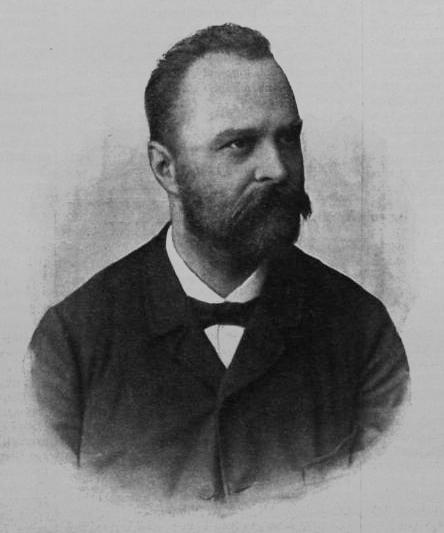
Schulek Vilmos (1843-1905), szemész, az MTA tagja
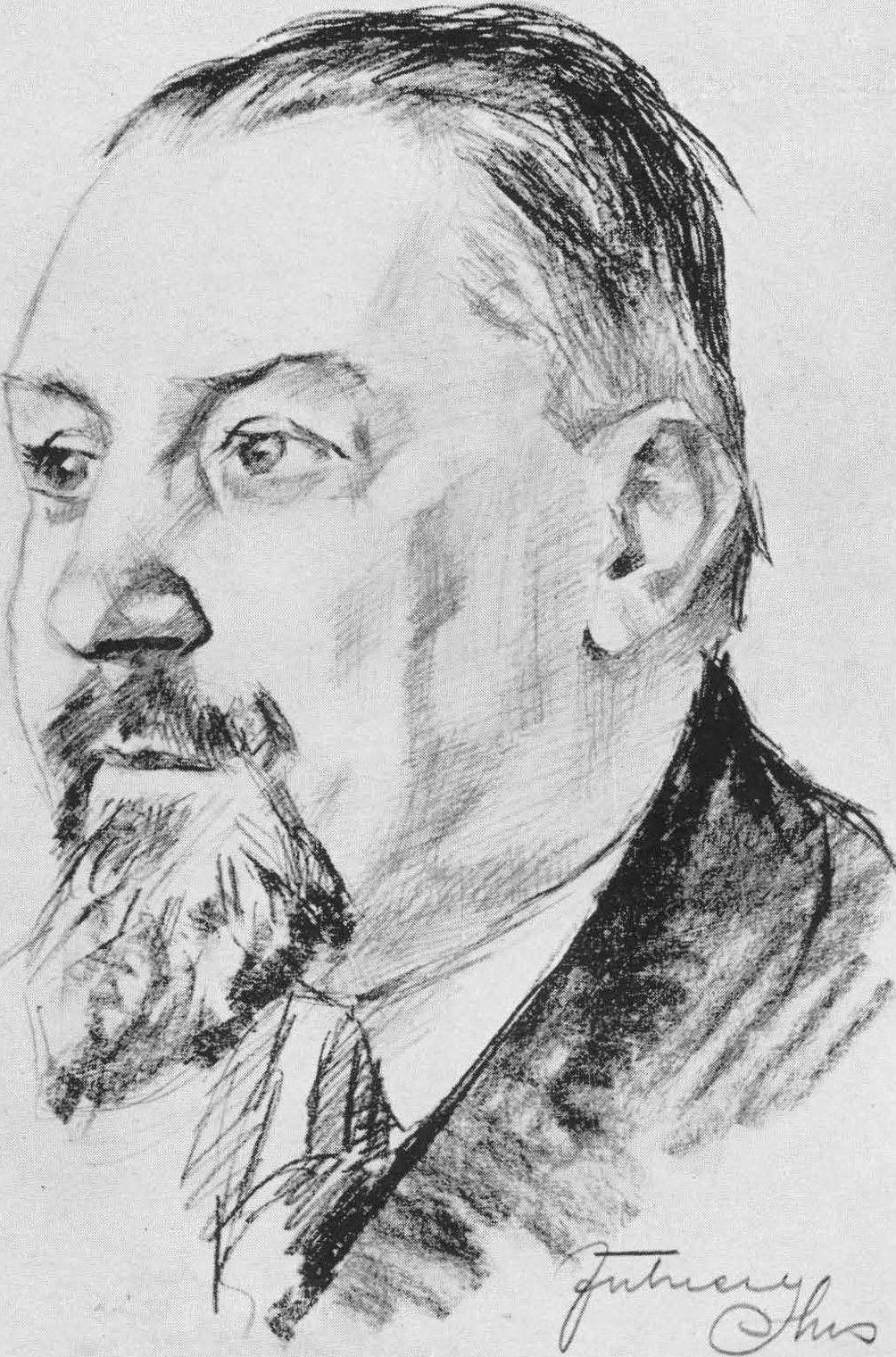
Schulek János (1872-1948) építészmérnök
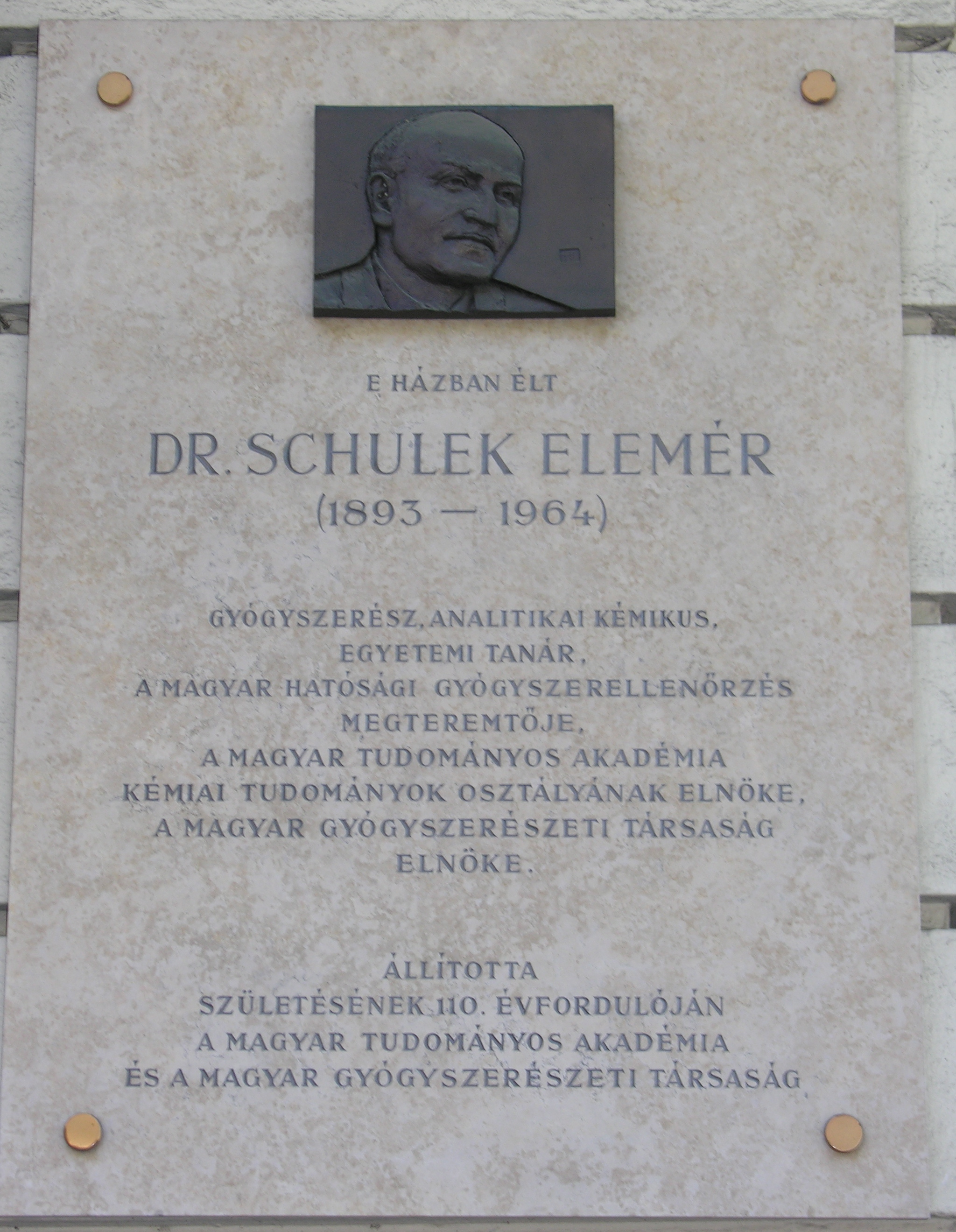
Schulek Elemér (1893-1964), magyar vegyész, gyógyszerész, egyetemi tanár, az MTA tagja
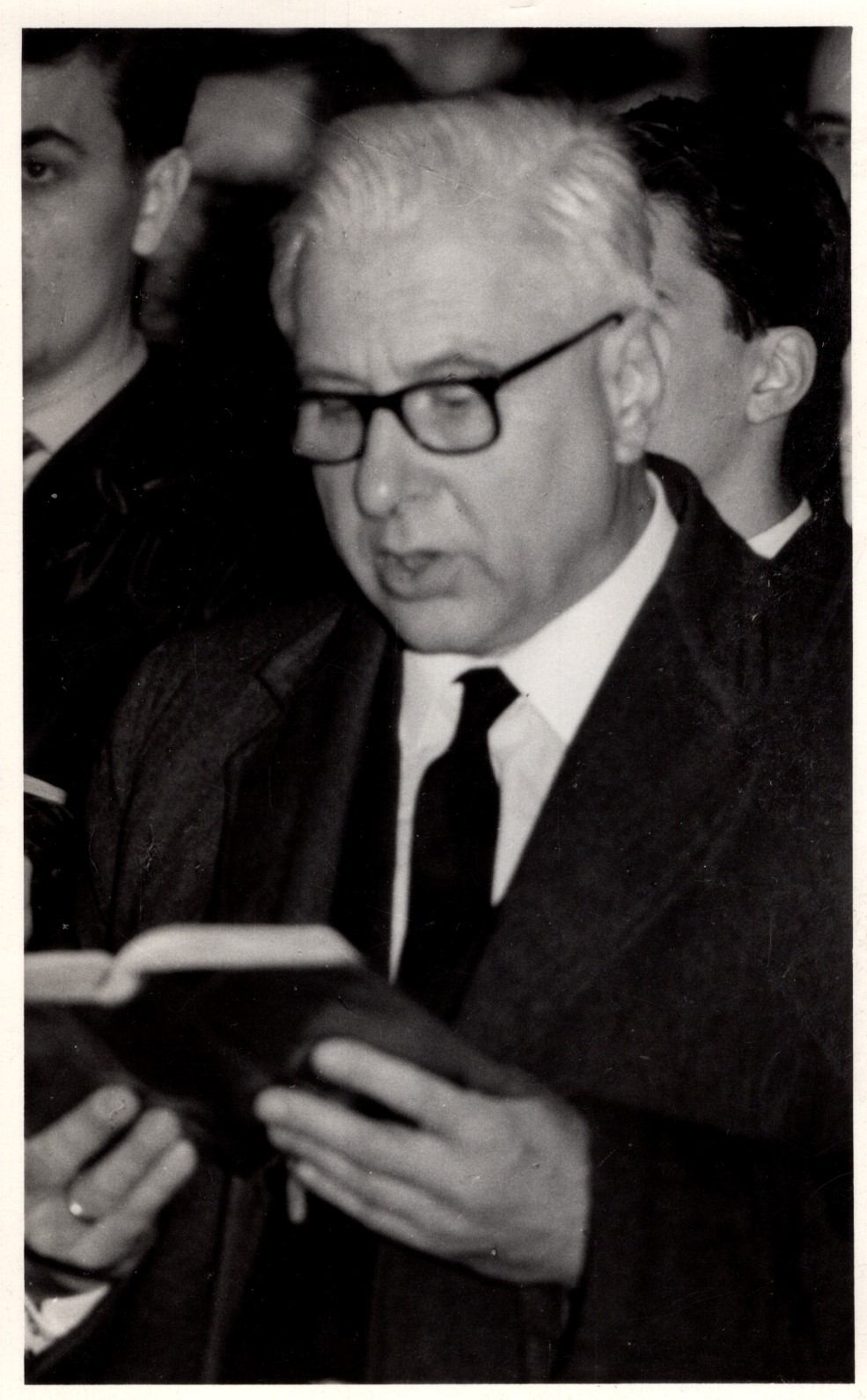
Schulek Tibor (1904-1989) evangélikus lelkész, esperes, irodalomtörténész
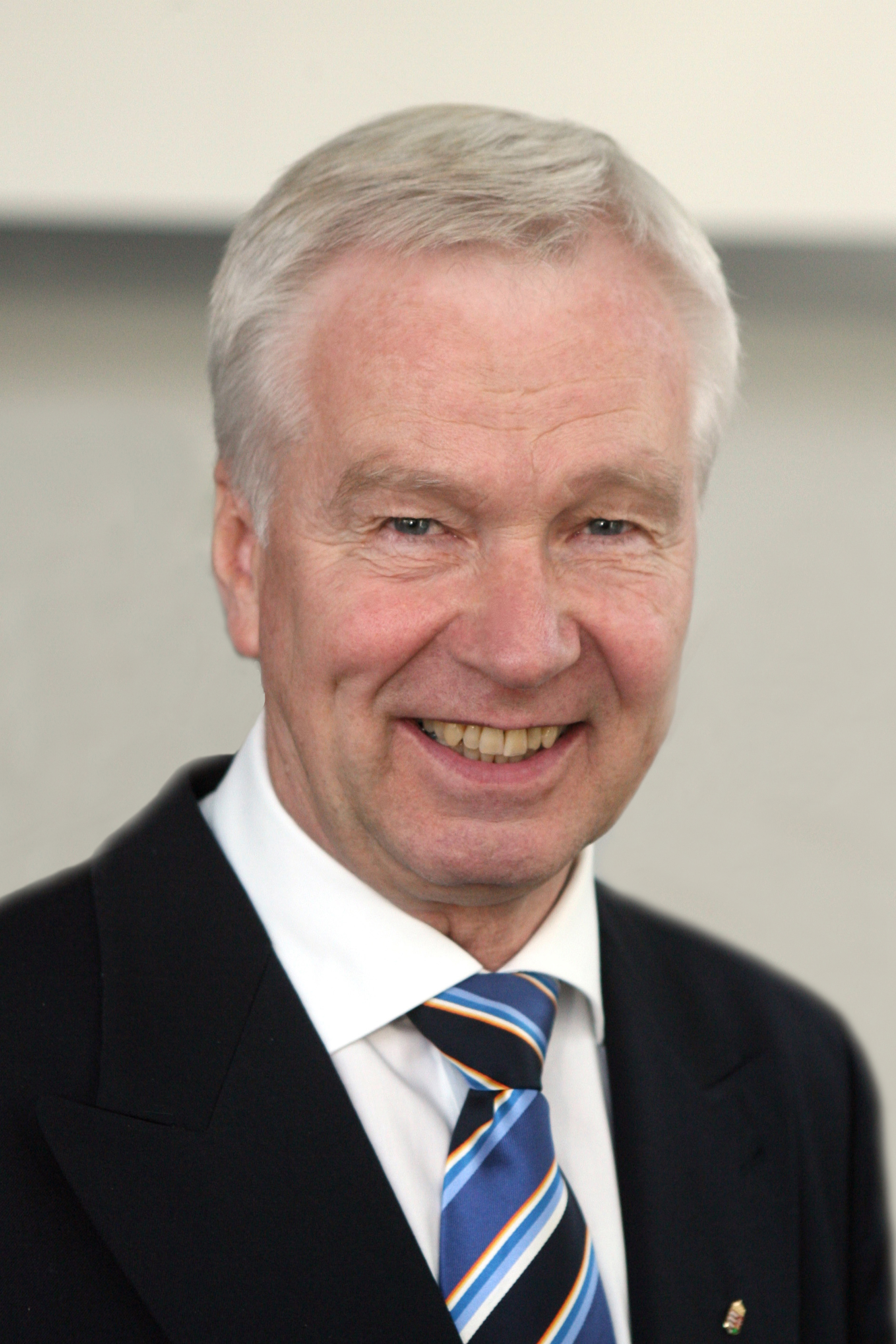
Schulek Ágoston (sporttisztviselő) (1943-2011), 2006 háromszoros magyar bajnok magyar rúdugró
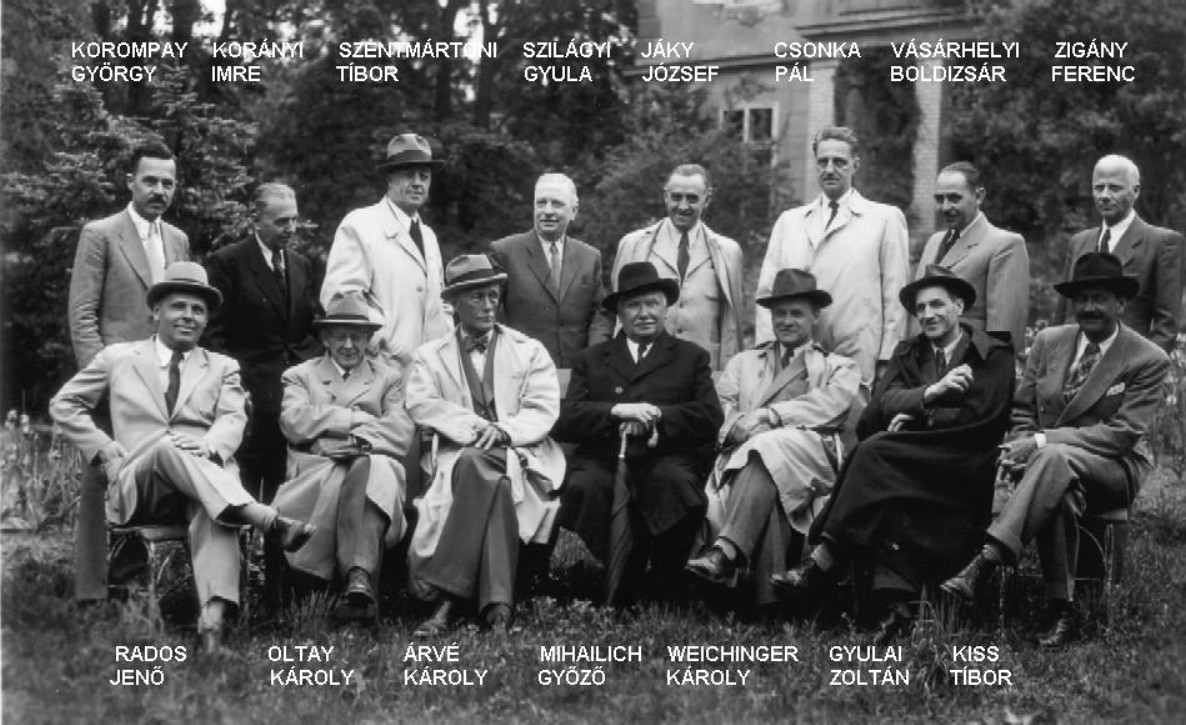
Korompay György (1905-1991) tanártársaival 1949-ben

## Kutatási források
- Schulek Tibor: Tükördarabok a Schulek-család múltjából. I. A XIX. század nemzetiségi válsága egy felvidéki család sorsában. (Új Magyar Múzeum, III. kötet. II. (VI.) füzet. Kassa, 1943. 289–297.) A Schulek család rokonsági táblázatai Schulek Mihály (*1745.-†1809.) kutatásain alapulnak, aki az Isztebnei iskola rektora s amellett Árvanagyfalu levéltárosa volt és 1782-ben az első Geneologia Schulekiana-t állította össze. Ezt 1972-ben Schulek Tibor részletesen kidolgozta és kiegészítette, felhasználva az 1943-ban Kassán megjelent munkáját is.
- Tóth László: Schulek Tibor: A XIX. század nemzetiségi válsága egy felvidéki család sorsában. Új Magyar Múzeum, III. kötet. Kassa, 1943. 289–97.
- Tóth Zoltán: Schulek János és Gerok Lujza leszármazottjai kivonatosan, Schulek Tibor adatai alapján. Magyar és német nyelven. (Hans Schulek und Luise Gerok) Karlsruhe. 1978 márciusában. Kézirat.
- Tóth Zoltán: A Tóth-Schulek családi táblázatok. Kézirat. Karlsruhe. 1981. február 13. 67.
- Korompay Andor: Schulek Frigyes és Riecke Johanna leszármazottai. Schulek Tibor 1975-ben készített családfa-táblázatait további adatokkal kiegészítette és összeállította. Budapest, 1988 február 8-án. Felújítva 1999. április 1-én. Kézirat. 22.
- Schulek nemzettség családfája. Schulek alias Missul János (-†1780.) ősei és utódai. Összeállította Schulek Tibor. Budapest 1980. Néhai dr. Schulek Tibor munkáját kiegészítette dr. Schulek Elemér. Budapest, 2002. Rajzolta Schulek János Budapest, 2003. 2 oldalas családfa rajz.
- Thurnayné Schulek Vilma: Édesapánk, Dr. Schulek Tibor. Egy evangélikus lelkész küzdelmes élete és munkássága a 20. századi Magyarországon. Ordass Lajos Baráti Kör. 2005. A kötet fényképeket tartalmaz Schulek Tiborról és családjáról valamint őseiről.Schulek Vilma: Édesapánk, Dr. Schulek Tibor
- Thurnay Béláné Schulek Vilma. Termő csipkebokor. Egy evangélikus lelkészfeleség, családanya, festőművész, Schulek Tiborné Majoross Edit élete, szolgálata és művészete. Ordass Lajos Baráti Kör kiadó, 2009. 329.Thurnay Béláné Schulek Vilma.
- Bereznai Tamás: Kiegészítések Schulek M. Gáspár (1788-1827) életrajzához. Szerzői kiadás. 2019. 83.
- Felvidéki anyakönyvek letölthetők, a Mormon Egyház adatbázisának használatával. A belépéshez fiókot kell létrehozni, belépési név és jelszó megadásával.Internetes elérés:FamilySearch • Free Family Trees and Genealogy Archives (angol nyelven). FamilySearch. (Hozzáférés: 2020. június 29.)
- A Schulek családfa. A Schulek család fényképei.[1]
- Magyar Életrajzi Lexikon. Schulek Tibor.
- Terray Gyula (*1879-†1940) a Reuss-Terray-Schulek családok történetét 1919 és 1937 között írta. Letölthető: TerrayGyulacsaládtörténete1919-1937kézirat.zip Számításai szerint 250 rokon és 350 „atyafi” családot jegyzett fel. Ezt a kéziratot hat példányban, kockás füzetben lemásolta és átadta gyermekeinek Istvánnak, Piroskának, Zoltánnak, Barnabásnak és Lászlónak. Egy példányt Sipos Béla I.-nek adott át dedikálva. Terray Gyula fia Terray Barnabás (*1919-†1991) 1959-ben kezdte el folytatni édesapja családfakutatási munkáját, és 1971-72-ben több példányban legépelte Terray Gyula füzeteit valamint kiegészítette azokat. Letölthető: TerrayBarnabásTerraycsaládtörténete1972.-1.rész.zip és TerrayBarnabásTerraycsaládtörténete1972.-2.rész.zip (magyar nyelven). Terray Gyula. (Hozzáférés: 2022. március 4.)
- Schulek: Magyar Családtörténet-Kutató Egyesület. (MACSE). Ismert személyek anyakönyvi bejegyzései. Projektvezető: Dr. Hatvany Béla Csaba.MACSE: ISMERT SZEMÉLYEK. macse.hu. (Hozzáférés: 2020. július 23.)
- Schulek családfa. A Schulek család fényképei.[1]
- Schulek Tibor. Magyar Életrajzi Lexikon.Schulek Tibor | Magyar életrajzi lexikon | Kézikönyvtár. www.arcanum.com. (Hozzáférés: 2022. január 28.)
- Sipos Béla: A Schulek (felvidéki) család története és családfája. OSZK-MEK. mek.oszk.hu (Hozzáférés: 2022. január 28.)

1. 1 2  Kezdőoldal. markosfalvi-sipos-csaladfa.freewb.hu. (Hozzáférés: 2020. október 27.)